# Neomochtherus maroccanus
Neomochtherus maroccanus är en tvåvingeart som beskrevs av Tsacas 1968. Neomochtherus maroccanus ingår i släktet Neomochtherus och familjen rovflugor.
Artens utbredningsområde är Marocko. Inga underarter finns listade i Catalogue of Life.